# Leandriella oblonga
Leandriella oblonga är en akantusväxtart som beskrevs av Raymond Benoist. Leandriella oblonga ingår i släktet Leandriella och familjen akantusväxter. Inga underarter finns listade i Catalogue of Life.